# Ustrój polityczny Grecji
Ustrój polityczny Grecji – zgodnie z konstytucją przyjętą w 1975 r. Grecja jest demokracją parlamentarną. Na czele państwa stoi prezydent, który jest wybierany przez parlament na pięcioletnią kadencję. Władzę ustawodawczą sprawuje parlament oraz prezydent. Parlament składa się z 300 parlamentarzystów, wybieranych na czteroletnią kadencję.
Władzę wykonawczą sprawuje rząd oraz prezydent. Premier wyznaczany jest przez prezydenta państwa, który powołuje na to stanowisko przewodniczącego partii posiadającej w parlamencie absolutną większość lub większość względną. Rząd musi otrzymać w parlamencie wotum zaufania.
Władza sądownicza należy do niezawisłych sądów. Sądy dzielą się na cywilne, karne i administracyjne. Istnieją sądy cywilne okręgowe oraz dwanaście sądów apelacyjnych. Sądy karne podzielone są w zależności od kategorii przestępstw. Sąd Najwyższy rozpatruje apelacje dotyczące zarówno spraw cywilnych, jak i karnych. Istnieją sądy administracyjne pierwszej instancji oraz Najwyższy Sąd Administracyjny.

## Władza ustawodawcza

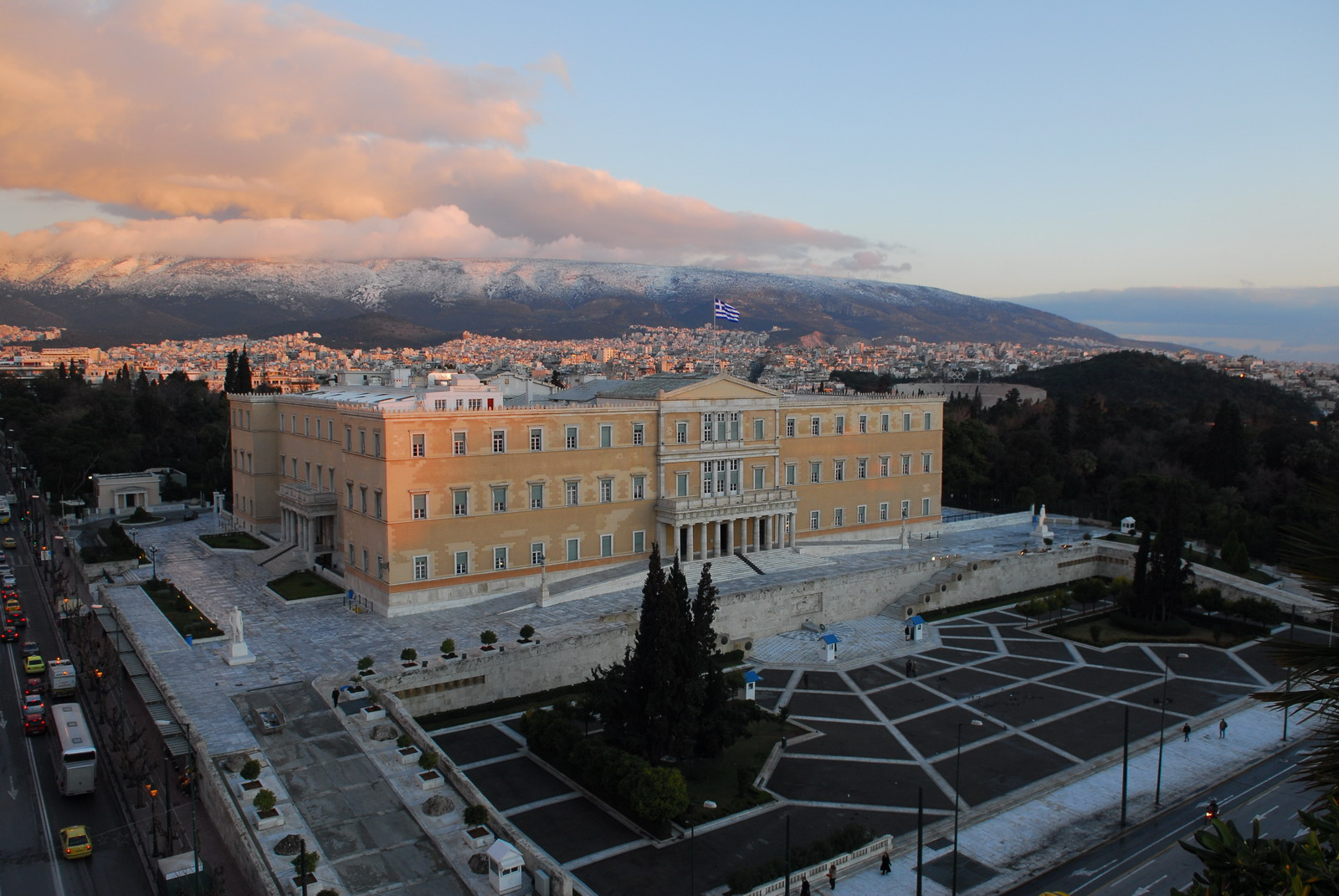
Gmach Izby Deputowanych Grecji w Atenach

Władza ustawodawcza w Grecji należy do jednoizbowego parlamentu – Izby Deputowanych (Vouli ton Ellion), wybieranej w wyborach powszechnych, bezpośrednich, równych, tajnych i proporcjonalnych przez wszystkich obywateli, którzy ukończyli w dniu wyborów 18 lat. Liczy on 300 deputowanych, których kadencja wynosi 4 lata. 288 deputowanych wybieranych jest w ordynacji proporcjonalnej w 48 wielomandatowych okręgach wyborczych. Pozostałych 12 deputowanych pochodzi z listy krajowej obejmującej swoim zasięgiem cały kraj. Do parlamentu wchodzą przedstawiciele partii i koalicji politycznych, które w skali kraju przekroczyły próg wyborczy wynoszący 3%. W celu stabilności rządów wprowadzono modyfikację ordynacji polegająca na tym, iż ugrupowanie, które osiągnie w wyborach 41% głosów otrzymuje automatycznie dodatkowo 40 miejsc w izbie, przy czym 260 rozdzielanych jest w systemie proporcjonalnym. Ma to na celu zapewnienie stabilności rządów. Kandydat na posła musi być obywatelem greckim i mieć ukończone 25 lat.

## Władza wykonawcza
Władza wykonawcza należy do Prezydenta Republiki i rządu, który składa się z premiera i ministrów mianowanych przez głowę państwa.

### Prezydent

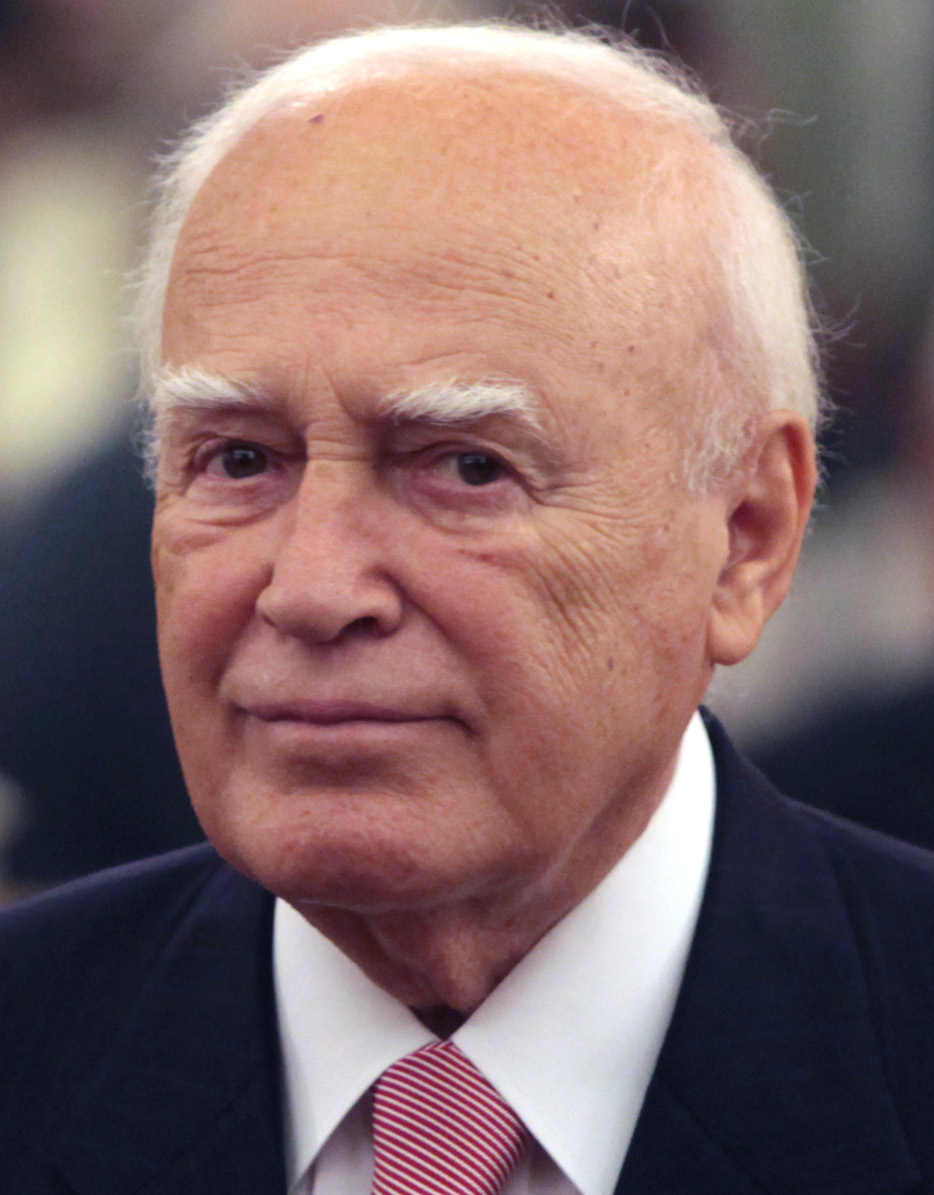
Karolos Papoulias – Prezydent Grecji w latach 2005-2015.

Prezydent Republiki jest głową państwa i wybierany jest na kadencję 5-letnią przez Izbę Deputowanych. Może ponownie ubiegać się tylko jeden raz o reelekcję. Kandydat na prezydenta musi być co najmniej od pięciu lat obywatelem greckim, mieć ojca Greka oraz ukończone 40 lat. Kiedy wygasa kadencja prezydenta parlament zbiera się w celu wyboru jego następcy. Kandydat musi uzyskać poparcie większości 2/3 głosów (200). Jeśli tak się nie stanie powtarza się głosowanie. Za trzecim razem zmniejsza się wymaganą liczbę głosów do 3/5 (180). Gdy ponownie nie udaje się wybrać głowy państwa rozwiązuje się parlament, którego przewodniczący zarządza nowe wybory, które odbywają się w przeciągu kolejnych 30 dni.
Prezydent ma prawo do wypowiedzenia wojny, do zawierania umów w czasie pokoju, sojuszów, oraz reprezentuje państwo w organizacjach międzynarodowych; na wniosek rządu i zwykłej większości parlamentarnej jest zobowiązany do ratyfikowania umów międzynarodowych i traktatów. Bezwzględna większość lub trzech piątych jest wymagana tylko w wyjątkowych przypadkach (na przykład przystąpienie do UE wymagało głosów większości 3/5 deputowanych). Prezydent może także korzystać z pewnych uprawnień w nagłych wypadkach, zarządzenia w tych sprawach wymagają dla ważności podpisu ministra właściwego do danych spraw w gabinecie. Zmiany w konstytucji z 1986 r. znacznie ograniczyły uprawnienia prezydenta. W rezultacie prezydent nie może rozwiązać parlamentu, ani mianować rządu i zawieszać niektórych  artykułów Konstytucji. Ogłasza stan wojenny w czasie zagrożenia państwa bez kontrasygnaty przez premiera lub odpowiedniego ministra. Aby zarządzić referendum musi on uzyskać zgodę parlamentu.

### Rada Ministrów

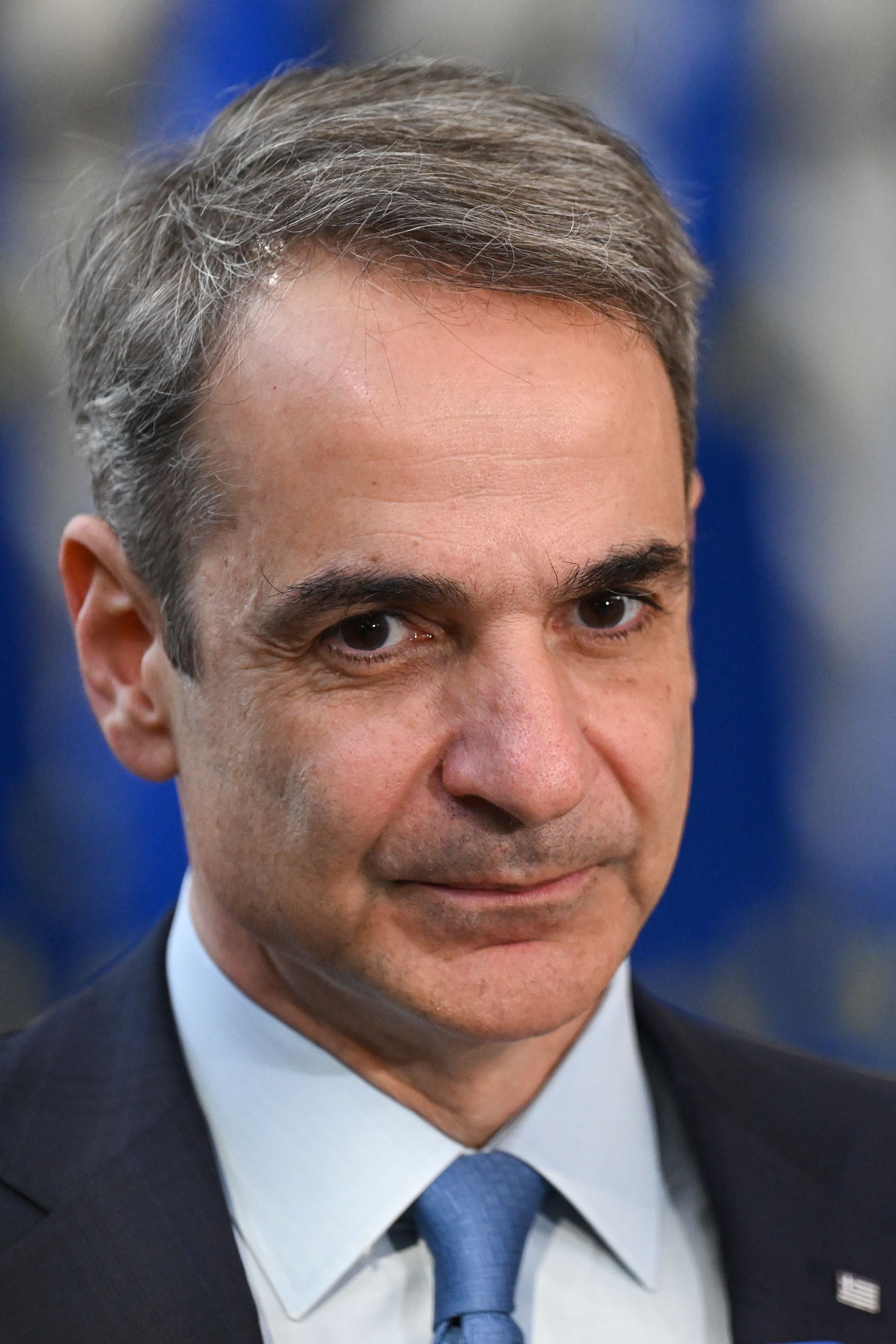
Kiriakos Mitsotakis, premier Grecji od 2019

Grecki rząd składa się z premiera oraz ministrów. Prezydent Republiki mianuje na stanowisko szefa rządu lidera zwycięskiej partii politycznej, który przedstawia mu kandydatów na ministrów. Następnie głowa państwa powołuje nową radę ministrów. Według konstytucji premier kieruje pracami rządu, który prowadzi politykę wewnętrzną i zagraniczna państwa. Szef rządu jest najsilniejszą osobą w greckim systemie parlamentarnym. Funkcję tę od 2019 roku (z miesięczną przerwą w 2023 roku) pełni Kiriakos Mitsotakis.

## Partie polityczne
Grecja jest państwem z wielopartyjnym systemem politycznym. Jednak scena polityczna w ostatnich kilkudziesięciu latach została zdominowana przez dwa najsilniejsze ugrupowania polityczne: prawicowo-konserwatywną Nową Demokrację (Nea Dimokratia) i centrolewicowy Panhelleński Ruch Socjalistyczny (PASOK). Obie powstały w 1974 r. Trzecią siłą polityczną w kraju ogrywającą mniejszą rolę jest Komunistyczna Partia Grecji (KKE – Kommounistiko Komma Elladas), założona 1924.

## Władza sądownicza
Władza sądowniczą należy do niezawisłych sądów: Sądu Najwyższego, sądów apelacyjnych (14) i sądów niższej instancji.